# El cine (obra teatral)
El cine és una obra teatral d'Annie Baker que va rebre el Premi Pulitzer de Teatre el 2014 i el Premi Obie a la millor obra nova del 2013. Es va estrenar a l'Off-Broadway al teatre Playwrights Horizons el 2013. El títol original en anglès és The Flick i fa referència al nom del cinema on es desenvolupa l'acció de l'obra.

## Produccions destacades
El cine va ser estrenada a l'Off-Broadway al teatre Playwrights Horizons el 12 de març de 2013, després de les sessions de preestrena iniciades el 15 de febrer de 2013. Sam Gold va dirigir un repartiment encapçalat per Alex Hanna (Skylar/L'home que dorm), Louisa Krause (Rose), Matthew Maher (Sam) i Aaron Clifton Moten (Avery). L'escenografia i el vestuari van ser dissenyats per David Zinn, la il·luminació va ser dissenyada per Jane Cox i el so era de Bray Poor. Baker va rebre el premi del Harold and Mimi Steinberg Charitable Trust Commision i el premi Steinberg a un text teatral. L'obra es va representar fins al 7 d'abril de 2013. El 2014 l'obra va ser guardonada amb el Premi Pulitzer de Teatre.
L'obra va tornar a l'Off-Broadway, al Barrow Street Theatre, el 18 de maig de 2015, amb el mateix equip de l'estrena. Un nou repartiment va començar l'1 de setembre de 2015, amb Kyle Beltran (Avery), Danny Wolohan (Sam), Brian Miskell (Skylar/L'home que dorm) i Nicole Rodenburg (Rose). L'obra va estar en cartell fins al 10 de gener de 2016. L'obra també es va presentar a Chicago per la Steppenwolf Theatre Company del 4 de febrer al 8 de maig de 2016. Més endavant, l'obra es va representar a Londres al National Theatre des del 13 d'abril de 2016 fins al 15 de juny de 2016. Dirigida per Sam Gold, el repartiment comptava amb Jaygann Ayeh, Sam Heron, Louisa Krause i Matthew Maher.
Va ser estrenada en versió alemanya el 21 de gener de 2019 al teatre Drachengasse de Viena. Dirigida per Joanna Godwin-Seidl i protagonitzada per Daniel Annoh (Avery), Jason Cloud (Sam), Denise Teipel (Rose) i Jack Midgley (Skylar/L'home que dorm).
Va ser estrenada a la costa oest dels Estats Units d'Amèrica al teatre Shotgun Players de Berkeley. L'obra, que va ser representada del 22 d'agost al 9 d'octubre de 2019, va ser dirigida per Jon Tracy i protagonitzada per Chris Ginesi (Sam), Justin Howard (Avery), Ari Rampy (Rose) i Rob Dario (Skylar/L'home que dorm).
El 29 de novembre de 2023 va ser entrenada al Teatre Lliure la versió catalana de l'obra en una traducció de Neus Bonilla. La direcció va anar a càrrec de Marília Samper, l'escenografia era de Sebastià Brosa, el vestuari d'Albert Pascual, la il·luminació era de Ganecha Gil i el disseny audiovisual era responsabilitat de Guillem Rodríguez. La interpretació va anar a càrrec de Sara Diego (Rose), David Marcé (Sam), Ton Vieira (Avery) i Roger Torns (Skylar/L'home que dorm). Les representacions van durar fins al 17 de desembre.

## Argument
El cine està ambientat en una sala de cinema atrotinada situada prop de la ciutat de Worcester, i ens presenta les relacions interpersonals que es teixeixen entre tres empleats mal pagats, Avery i Sam (que fan d'acomodadors i s'encarreguen del bar i la neteja de la sala) i Rose (que fa de projeccionista), mentre executen el treball monòton i tediós necessari per mantenir-la en funcionament. El text té un to de una comèdia mundana feta de retalls de converses aparentment trivials que s'intercanvien els personatges, però que subtilment els va mostrant en els seus conflictes interns. Sam Gold, el director que la va estrenar, va afirmar que l'escriptura de Baker era «intel·ligent i volgudament gens emfàtica», i que «el ritme, el metre i la velocitat del diàleg eren factors cardinals per a una correcta presentació de l'obra». A causa de la seva llarga durada, prop de tres hores, amb motiu de l'estrena l'espectacle va rebre queixes per aquesta raó. Tot i que reconeixia aquesta objecció, el director artístic de Playwrights Horizons, Tim Sanford, va enviar una carta a alguns abonats reconeixent el fet però ressaltant els nombrosos elogis rebuts, i concloïa que en cap cas era justificable reduir-ne l'extensió.

## Crítica
StageGrade dona una valoració mitjana dels crítics de B+ basada en 22 ressenyes. Malgrat els dubtes que suscita la durada de l'obra, les crítiques coincideixen que els personatges són rics i els diàlegs matisats i entretinguts. La manca de teatralitat tradicional és vista per alguns com una fortalesa i per altres com una debilitat.
Charles Isherwood, en la seva crítica a The New York Times, descriu Baker com una de les dramaturgues més interessants de l'Off-Broadway de la seva generació i anota que l'autora «escriu amb tendresa i penetrant perspicàcia».

A Nova York Magazine, Jesse Green va afirmar:
Ningú no fa res que en general pugui considerar-se teatral. Aleshores, què passa a The Flick? Molt escombrar i passar la baieta pel terra d'una trist cinema de barriada. També el drama més tendre —divertit, colpidor, astut i impassible— que ara es presenta en un teatre prop vostre. És estrany, poques vegades hem vist suscitar tant de sentiment amb tan poc contingut. Alguna cosa s'ha perdut en el procés, és clar: la brevetat.
En un article a Playbill, Robert Simonson assenyalava que, malgrat que a alguns espectador podien semblar irritants les llargues escenes d'aparent inactivitat, l'espectacle va ser una esplèndida experiència teatral per als espectadors seriosos atrets per les «trivialitats existencials» a què donaven vida els tres intèrprets.
El 2018 els crítics de The New York Times van situar El cine com la tercera obra estatunidenca més important dels darrers 25 anys. L'any següent, els redactors de The Guardian la van situar en quart lloc en una llista de les millors obres teatrals estrenades des de l'any 2000.
El crític teatral del diari Ara, Santi Fontdevila, arran de l'estrena el novembre de 2023 al Teatre Lliure de Barcelona, comentava del text de l'obra: «realista, però amb un molt peculiar tractament dels silencis i el temps escènic» que creen un «silenci inquietant del qual és difícil escapar-se», i afegia que «el text enganxa en les converses més fluïdes que desvelen les inquietuds i desgràcies dels protagonistes. Són prou humans i propers els seus drames vitals».